# 30
30 (XXX) var ett normalår som började en söndag i den julianska kalendern.

## Händelser

### April
- 7 april – Jesus korsfästs (troligt datum är dock den 3 april 33).[1]

### Okänt datum
- Jesus håller bergspredikan (under förutsättning att Jesus dog år 33, fastän 27 eller 28 enligt vissa källor är troligare[2]).
- I Matteus 16:17-19 säger Herren till  Petrus: JAG säger dig, du är Petrus och på denna klippa skall JAG bygga Min kyrka. Betydde dock ej att Petrus utnämndes till påve men däremot till en betydande ledare och apostel för den första kristna församlingen och han förblev detta till sin död 64 eller 67.
- Romarna grundar staden Tournai i nuvarande Belgien.
- Faedrus översätter Aisopos fabler och skriver även några egna.
- Velleius Paterculus skriver en allmän historiebok om de länder, som är kända under antiken.
- Staden Sirkap förstörs av en jordbävning.

## Födda
- 8 november – Nerva, romersk kejsare 96–98.
- Quintus Petillius Cerialis, svåger till Vespasianus.

## Avlidna
- 7 april (långfredag)
  - Judas Iskariot, en av Jesu lärjungar som ska ha begått självmord strax innan Jesus själv dog.
  - Jesus (född omkring 4 f.Kr.) (det mest troliga datumet enligt moderna forskare, traditionellt dock år 33), judisk profet och grundare av kristendomen.
- Shammai, president för Sanhedrinen och talmudsk forskare.